# Giuseppe Uva
Giuseppe Uva (Napoli, 1874 – 1937) è stato un pittore italiano.

## Biografia
Fu allievo di Domenico Morelli. Il suo stile di pittura barocco si rifaceva ai pittori del seicento come Giovan Battista Ruoppolo e Andrea Belvedere ed era specializzato in nature morte e ritratti femminili. Svolse anche l'attività di decoratore. Nel 1899 ad Altamura (BA) il venticinquenne Giuseppe Uva decorò in soli otto giorni "il cielo della gran sala" del Teatro Saverio Mercadante con l'allegoria della "Musica baciata dalla Gloria" in cui le figure principali, la Musica baciata dalla Gloria, sono attorniate da figure che rappresentano le opere del Mercadante. Nello stesso periodo il pittore decora la casa di Pasquale Caso e poi la chiesa della Madonna del Buoncammino sempre ad Altamura.
Artista singolare Giuseppe Uva è ricordato per aver fondato tra il 1927 e il 1928 con Francesco Paolo Prisciandaro, pittore, decoratore e scrittore, che già nel 1906 aveva fondato il giornale "Quartiere Latino", il movimento il piccolo Quartiere latino di Napoli. Fu Libero Lo Sardo, giornalista del "Roma" a pubblicare a ottobre del 1928: «Ho scoperto il "Quartiere Latino" di Napoli...». Si racconta che fu lo stesso Uva a convincere il proprietario della soffitta-studio in via Cesare Rosaroll, nei pressi di Porta Capuana a costruire altri studi sul terrazzo da fittare ad altri artisti. Questo gruppo di pittori e intellettuali napoletani nel periodo tra il 1927 ed il 1938 si riuniva per dipingere in gruppo, discutere, allestendo mostre collettive. Facevano parte del gruppo: Alberto Buonoconto, Biagio Mercadante, Vincenzo Ciardo, Carlo Striccoli, Giuseppe Rispoli, Antonio Bresciani ed Ettore Lalli.
Peppino Uva, scrive Alfredo Schettini, «era forse il personaggio più pittoresco. Rinsecchito dagli anni e dall'accanito lavoro, era diventato tutto naso, angoli, zigomi, e per una specie di mimetismo somigliava al più vecchio dei suoi gallinacci. Tutto sbrindellato, col camice bianco chiazzato di colori, a mezzogiorno in punto usciva a dare il becchime ai suoi pennuti. Li chiamava per nome ed essi gli correvano incontro».
Uva, racconta Piero Girace, «rassomigliava a quei santi anacoreti macerati dai digiuni, e nello stesso tempo poteva far venire in mente certi pastori dello scultore Sanmartino che popolano gli antichi presepi napoletani». E ricorda: «Lassù in quel suo studio angusto, gremito di nature morte (in massima parte grappoli d'uva d'ogni qualità), il vecchio artista non si limitava a dipingere, ma vi trascorreva la sua esistenza tra conversazioni interminabili con gli amici del vicino "Quartiere" e non meno interminabili con l'amica, modella ancor giovane, che oltre a posare per lui badava anche alle faccende di casa (...) Nei momenti di ozio si aggirava nella spaziosa terrazza del "Quartiere", intrattenendosi a conversare con le giovani massaie che sciorinavano i panni al sole oppure faceva una capatina nello studio di Vincenzo Ciardo: "Che si dice don Vicié? Che stai preparando di bello?"».
Morì nel 1937 e il Quartiere Latino si sciolse dopo la sua morte.